# 기준틀

기준틀, 준거틀, 평가 기준계, 준거 기준, 프레임 오브 레퍼런스(frame of reference 또는 레퍼런스 프레임)은 물리학에서 추상 좌표계와 물리적인 기준점들의 집합으로 구성되며 이들은 고유하게 좌표계를 고정시키고 측정을 표준화한다.
n 차원에서 n+1 기준점들은 기준틀을 온전히 정의하는데 충분하다. 데카르트 좌표를 사용하면 기원이 되는 기준점과 특정 단위 거리의 기준점을 가지고 n 좌표축들 각각에 따라 정의가 가능하다.

## 정의
"기준틀"의 다양한 의미를 구별해야 할 필요성으로 인해 다양한 용어가 탄생하게 되었다. 예를 들어, 때때로 좌표계 유형이 데카르트 기준틀에서와 같이 수정자로 첨부된다. 회전하는 기준틀처럼 운동 상태가 강조되는 경우도 있다. 때로는 갈릴리 기준틀에서처럼 관련성이 있는 것으로 간주되는 틀로 변환되는 방식이 강조된다. 때때로 틀은 거시적 기준틀과 미시적 기준틀에서와 같이 관찰 규모에 따라 구별된다.
이 기사에서 관측 기준틀이라는 용어는 좌표 선택이나 관측 또는 관측 장치의 특성보다는 운동 상태를 강조할 때 사용된다. 이러한 의미에서 관찰 기준틀을 사용하면 이 틀에 연결할 수 있는 전체 좌표계 계열에 대한 모션 효과를 연구할 수 있다. 반면에 좌표계는 운동 상태가 주요 관심사가 아닌 다양한 목적으로 사용될 수 있다. 예를 들어, 시스템의 대칭성을 활용하기 위해 좌표계를 채택할 수 있다. 더 넓은 관점에서 물리학의 많은 문제의 공식화는 공간 및 시간과 간접적으로만 관련된 일반화된 좌표, 일반 모드 또는 고유벡터를 사용한다. 아래 논의를 위해 기준틀의 다양한 측면을 분리하는 것이 유용해 보인다. 따라서 우리는 관측 기준틀, 좌표계 및 관측 장비를 아래와 같이 구분된 독립적인 개념으로 간주한다.
- 관측계(관성계, 비관성 기준계 등)는 운동 상태와 관련된 물리적 개념이다.
- 좌표계는 관찰을 설명하는 데 사용되는 언어 선택에 해당하는 수학적 개념이다. 결과적으로, 관찰 기준 틀의 관찰자는 해당 기준 틀에서 이루어진 관측을 설명하기 위해 모든 좌표계(직교, 극좌표, 곡선, 일반화 등)를 사용하도록 선택할 수 있다. 이 좌표계 선택의 변화는 관찰자의 운동 상태를 변화시키지 않으며, 따라서 관찰자의 관찰 기준 틀의 변화를 수반하지 않는다. 이런 관점은 다른 곳에서도 찾아볼 수 있다. 일부 좌표계가 다른 관측치보다 일부 관측에 더 나은 선택이 될 수 있다는 점에 대해 이의를 제기하는 것은 아니다.
- 무엇을 측정할지, 어떤 관찰 장치를 사용할지 선택하는 것은 관찰자의 운동 상태 및 좌표계 선택과 별개의 문제이다.

## 같이 보기
- 데카르트 좌표계
- 원심력
- 구심력
- 고전역학
- 코리올리 효과
- 곡선좌표계
- 동역학
- 프레네-세레 공식
- 갈릴레이 불변성
- 일반 상대성이론
- 일반화 좌표
- 일반화 힘
- 관성 좌표계
- 운동학
- 로런츠 변환
- 직교좌표계
- 절대 공간과 시간